# Rio Crişul Poienii
O Rio Crişul Poienii é um rio da Romênia, afluente do Rio Crişul Negru, localizado no distrito de Bihor.